# Emilie Preyer
 (octobre 2012).
Pour les articles homonymes, voir Preyer.
Emilie Preyer (née le 6 juin 1849 à Düsseldorf, mort le 23 septembre 1930 à Düsseldorf) est une peintre allemande de natures mortes.

## Biographie
Emilie Preyer apprend la peinture auprès de son père Johann Wilhelm Preyer, peintre de natures mortes. Les femmes n'étant pas acceptées, elle est élève libre à l'Académie des beaux-arts de Düsseldorf. Elle expose ensuite à Berlin, Dresde et Düsseldorf, à la boutique d'art Bismeyer & Kraus et à la galerie Eduard-Schulte. Elle s'installe dans l'atelier de son père.

## Œuvre
Ses premières natures mortes en 1866-1867 montrent quelques imperfections qui disparaîtront deux ans après. Dans les natures mortes de fruits, elle présente une lumière venant de côté mettant l'accent sur le volume de petits objets, le drapé des nappes.
Elle acquiert une notoriété internationale à la suite de son père. Le Metropolitan Museum of Art de New York et la Picture Gallery de Philadelphie achètent ses tableaux ainsi que les collectionneurs privés américains et anglais.

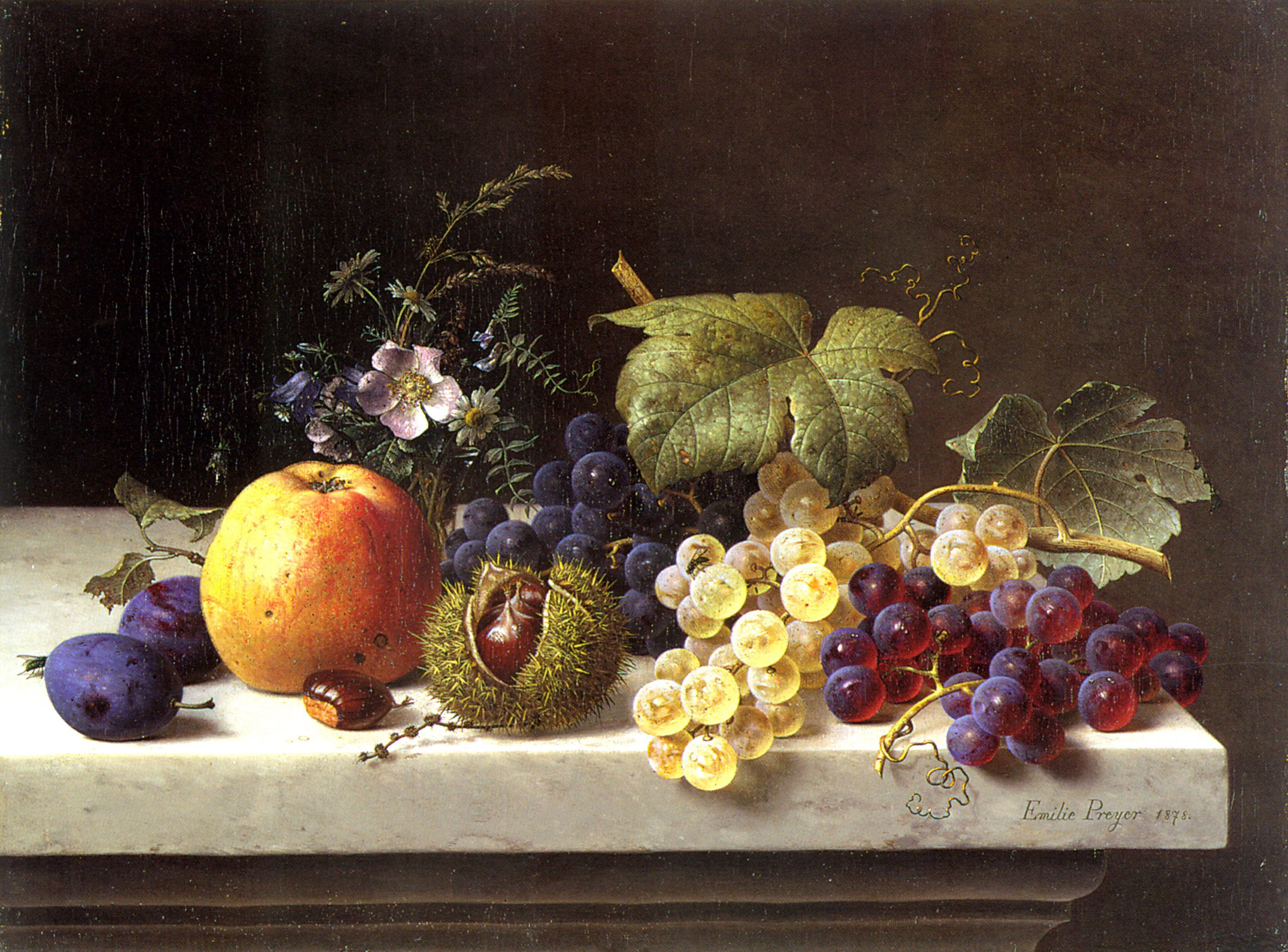
Nature morte, 1878.